# 아시아 선수권 대회
아시아 선수권 대회는 아시아의 각 국가를 대표하는 선수 또는 스포츠 팀 또는 프로 스포츠 클럽이 참가하는 최고 수준의 국제 스포츠 대회이다.

## 종목별 대회
공수도
- 아시아 공수도 선수권 대회

권투
- 아시아 아마추어 복싱 선수권 대회

농구
- FIBA 아시아컵
- FIBA 여자 아시아컵

럭비
- 아시아 럭비 선수권 대회
- 아시아 럭비 여자 선수권 대회
- 아시아 7인제 럭비 시리즈
- 아시아 여자 7인제 럭비 시리즈

레슬링
- 아시아 레슬링 선수권 대회

배구
- 아시아 남자 배구 선수권 대회
- 아시아 여자 배구 선수권 대회
- 아시아 비치발리볼 선수권 대회

배드민턴
- 아시아 배드민턴 선수권 대회

사격
- 아시아 사격 선수권 대회

사이클
- 아시아 사이클 선수권 대회

서핑
- 아시아 서핑 선수권 대회

수구
- 아시아 수구 선수권 대회

수영
- 아시아 수영 선수권 대회

스포츠클라이밍
- IFSC 아시아 클라이밍 선수권 대회

야구·소프트볼
- 아시아 야구 선수권 대회
- 여자 야구 아시안컵
- 아시아 남자 소프트볼 선수권 대회
- 아시아 여자 소프트볼 선수권 대회

양궁
- 아시아 양궁 선수권 대회

역도
- 아시아 역도 선수권 대회

요트
- 아시아 요트 선수권 대회

유도
- 아시아 유도 선수권 대회

육상
- 아시아 육상 선수권 대회

조정
- 아시아 조정 선수권 대회

체스
- 아시아 체스 선수권 대회

체조
- 아시아 체조 선수권 대회

축구
- AFC 아시안컵
- AFC 여자 아시안컵

카누
- 아시아 카누 선수권 대회

크리켓
- 아시아컵
- 여자 아시아컵

탁구
- 아시아 탁구 선수권 대회

태권도
- 아시아 태권도 선수권 대회

테니스
- 아시아 선수권 대회

펜싱
- 아시아 펜싱 선수권 대회

필드하키
- 남자 하키 아시아컵
- 여자 하키 아시아컵

핸드볼
- 아시아 남자 핸드볼 선수권 대회
- 아시아 여자 핸드볼 선수권 대회

## 같이 보기
- 아시안 게임 - 아시아의 종합 스포츠 경기 대회
- 선수권 대회
- 세계 선수권 대회
  - 아프리카 선수권 대회
  - 유럽 선수권 대회
  - 오세아니아 선수권 대회
  - 팬아메리칸 선수권 대회
    - 북아메리카 선수권 대회
    - 남아메리카 선수권 대회